# 구해줘 2
《구해줘 2》는 2019년 5월 8일부터 2019년 6월 27일까지 OCN에서 방송된 수목 드라마이다.

## 줄거리
사이비 종교로 인해 혼돈에 빠진 마을 사람들의 이야기를 담아내는 사이비 스릴러 작품이다.

## 등장 인물

### 주요 인물
- 엄태구 : 김민철 역 (아역 : 김승찬) - 헛된 믿음에 도전하는 미친 꼴통
- 천호진 : 최경석 역 - 최현수 교수를 죽이고 보름전에 사망했으며 최 씨라는 성을 사칭한다. 김민철에 의해서 지명수배중인 전과 10범 사기꾼이라는 것을 밝혀낸다
- 이솜 : 김영선 역 (아역 : 김민서) - 민철의 8살 어린 동생. 가짜라도 믿고 싶은 청춘
- 김영민 : 성철우 역 - 마을을 변화시키는 목사

### 월추리 마을사람들
- 임하룡 : 박덕호 이장 역 - 마을 일이라면 누구보다 열심인 열혈이장. 최장로의 덕을 본 후로는 교회 일에 누구보다 앞장선다.
- 김영선 : 이장 처 역 - 월추리의 오지라퍼. 가부장적인 남편 등쌀에 날로 스트레스가 쌓여가는 월추리 대표 전업주부.
- 성혁 : 정병률 역 - 민철의 동네 선배. 서울 살이에 대한 로망을 버리지 못하던 중, 우연히 만난 진숙과 첫눈에 반해 결혼하고 월추리에 정착했다.
- 오연아 : 진숙 역 - 병률의 아내. 젊은 사람들이 다 떠나고 난 월추리에서 18년만에 아기를 출산할 예정이다.
- 이주실 : 이금림 역 - 성호 할머니이자 병률의 어머니
- 손보승 : 정성호 역 - 거구이지만 마음은 아직 6살 어린 아이. 마을 사람 모두가 함부로 대하는 성호에게 성목사가 유일하게 인간적으로 대해주었고, 그런 목사님을 위해 무엇이든 하겠다고 다짐한다.
- 이윤희 : 양계장 역 - 양계장을 운영하는 노총각. 천국의 자리를 사기 위해 누구보다 발 빠르게 움직인다.
- 우현 : 붕어 역 - 아내가 죽고 고향 월추리로 다시 돌아와 낚시터를 운영. 아무에게도 내비치지 않았던 자신의 속을 서울에서 온 장로라는 사람이 훤히 들여다보는 듯하다.
- 장원영 : 박칠성 역 - 민철의 동네 선배. 월추리에서 슈퍼를 운영하고 있으며, 인간적이고 따뜻한 사람. 교회에 나간 이후로 아내에게 생기가 되살아난 것만 같다.
- 김수진 : 김미선 역 - 칠성 처. 평생 열심히 살아왔는데, 덜컥 폐암에 걸렸다. 교회를 다니면서 죽음이 두렵지 않아졌다.
- 서영화 : 영선 모 역 - 강정희. 민철과 영선의 엄마. 비루하기만 했던 인생이 구원자와도 같은 성목사님을 만난 이후 변화하기 시작한다.
- 김미화 : 대구댁 역

### 읍내 사람들
- 조재윤 : 신필구 (아역: 서상원) 역 - 경기하주경찰서 월추리파출소장. 계급은 경감. 과거 민철과 관련된 사건 때문에 인생이 파탄 났다고 생각한다. 어떻게 든 죽이고 싶을 만큼 민철에 대한 분노가 가득하다.
- 한선화 : 고은아 역 - 읍내에 있는 cafe 아이리스 마담. 민철과 어린 시절 잠깐 만나다 헤어졌지만, 여전히 그에게 자꾸 마음이 간다.
- 백수장 : 수달 역 - 민철의 동네 후배. 민철의 앞에선 죽는 시늉도 하지만, 뒤에선 무슨 생각을 할 지 모른다. 민철을 위기로 몰아넣었다가도 중요한 순간에 그를 돕기도 한다.

### 그 외 인물
- 진현빈 : 최지웅 역 - 최경석의 수하. 3인조 중 리더. 최경석의 조카
- 차엽 : 이수호 역 - 최경석의 수하. 체격이 거대한 남자 멤버
- 이상미 : 은지 역 - 최경석의 수하. 최경석의 조직 중 여성 멤버
- 심달기 : 광미 역 - 이장의 딸
- 윤종빈 : 유환희 역 - 대구댁의 아들
- 김동범 : 정민 역 - 카페 '아이리스'에서 일하는 알바생
- 최원 : 박성신 역 - 경기하주경찰서 월추리파출소 경사
- 최기섭 : 김준태 역 - 경기하주경찰서 월추리파출소 경장
- 이설구 : 송 의원 역 - 민철의 감방 동기. 전직 외과 의사이며, 정형, 성형, 흉부 세가지 다 가능
- 양희명 : 정 도령 역 - 민철의 감방 동기
- 윤종구 : 영선 부 역
- 박기원 : 원로목사 역
- 최문수 : 최장로 처 역
- 민경옥 : 할매 1 역
- 송광자 : 할매 2 역
- 김영희 : 할매 3 역
- 손상경 : 덩치재소자 역
- 김문호 : 교도관 1 역
- 김영조 : 교도관 2 역
- 이동민 : 고딩 1 역
- 이존승 : 고딩 2 역
- 배재성 : 고딩 3 역
- 엄옥란 : 고깃집 사장 역
- 김승한
- 김준 : 6세 아이 역
- 이광모
- 박준수
- 한여울 : 김양 역
- 오난주 : 여관 주인 역
- 배한용 : 대머리 역
- 서정하 : 박소장 역
- 이원진 : 구급대원
- 오수 : 구회장 역
- 김주아 : 구회장부인 역
- 서혜빈 : 구회장 딸 역
- 최화영 : 60대 아저씨 역
- 최교식 : 카센터 직원 역
- 주병하 : 대학생 역
- 서광재 : 대학생 부 역
- 성낙경 : 오 사장 역 - 강남 룸싸롱 '아드망' 사장. 최경석의 동업자. 병률을 감금하고 마약을 제조
- 이규섭 : 곽 상무 역 - 강남 룸싸롱 '아드망' 상무
- 신재도 : 공인중개사 역
- 안려진 : 직원 역
- 송진우
- 남동하 : 부동산업자 역
- 최남욱 : 손님 1 역
- 김경훈 : 손님 2 역
- 박용식 : 앵커 역
- 엄지만 : 김신재 형사 역 - 경기지방경찰청 형사. 계급은 경위. 황치수 살인 사건 담당
- 한재영 : 황치수 역 - 성철우 목사와 성관계를 가졌다가 자살한 지선의 아버지
- 고만규 : 구급 2 역
- 심혜림 : 여신도 1 역
- 함진성 : 형사 역
- 정영도 : 앵커 역
- 채윤희 : 식당 주인 역
- 이재은 : 주인 아줌마 역
- 김재철 : 치킨집 사장 역
- 신안식 : 직원 1 역
- 오다경 : 직원 2 역

## 시청률
최저 시청률과 최고 시청률은 시청률 조사회사와 지역별로 시청률에 차이가 있을 수 있습니다.
| 2019년      | 2019년      | 2019년         | 2019년       | 2019년 |
| 회차        | 방송일      | AGB 시청률     | AGB 시청률   |        |
| 회차        | 방송일      | 대한민국(전국) | 서울(수도권) |        |
| ----------- | ----------- | -------------- | ------------ | ------ |
| 제1회       | 5월 8일     | 1.419%         | 1.924%       |        |
| 제2회       | 5월 9일     | 1.395%         | 1.804%       |        |
| 제3회       | 5월 15일    | 1.332%         | 1.763%       |        |
| 제4회       | 5월 16일    | 1.932%         | 2.274%       |        |
| 제5회       | 5월 22일    | 1.672%         | 2.023%       |        |
| 제6회       | 5월 23일    | 1.647%         | 2.009%       |        |
| 제7회       | 5월 29일    | 1.738%         | 2.122%       |        |
| 제8회       | 5월 30일    | 1.934%         | 2.330%       |        |
| 제9회       | 6월 5일     | 2.243%         | 2.621%       |        |
| 제10회      | 6월 6일     | 1.967%         | 2.306%       |        |
| 제11회      | 6월 12일    | 2.234%         | 2.718%       |        |
| 제12회      | 6월 13일    | 2.586%         | 2.916%       |        |
| 제13회      | 6월 19일    | 2.704%         | 3.274%       |        |
| 제14회      | 6월 20일    | 2.881%         | 3.238%       |        |
| 제15회      | 6월 26일    | 2.978%         | 3.370%       |        |
| 제16회      | 6월 27일    | 3.560%         | 4.043%       |        |
| 평균 시청률 | 평균 시청률 | 2.139%         | 2.546%       |        |

## 같이 보기
- 대한민국의 텔레비전 드라마 목록 (ㄱ)
- 2019년 대한민국의 텔레비전 드라마 목록